# Koshi Inaba
Koshi Inaba (稲葉浩志 (Inaba Kōshi); Tsuyama, 23 de setembro de 1964) é um cantor e compositor japonês, mais famoso por ser o vocalista e letrista da banda de hard rock B'z. Enquanto que seu parceiro Tak Matsumoto compões todas as músicas do B'z, Koshi escreve as letras e compõe todas as canções dos seus trabalhos solo.
Seu nome real é Hiroshi Inaba (稲葉浩志). Ele graduou na Faculdade de Educação da Faculdade Nacional de Yokohama, e também é graduado em matemática. Cantou no álbum de Steve Vai The Ultra Zone, mais precisamente na canção "Asian Sky", juntamente com Tak Matsumoto.
Em 2003, Koshi lançou seu terceiro álbum, Piece of Mind, com participações de Stevie Salas (ex-Mick Jagger na guitarra) e Greg Upchurch (3 Doors Down, ex-Puddle of Mud) na bateria. Também realizou sua primeira turnê no Japão.
Em 2007, Koshi se tornou, numa cerimônia de consagração do B'z em solo americano, o único vocalista asiático a ter seu nome na Calçada da Fama do Rock de Hollywood.
Em 2009, Koshi foi convidado pelo guitarrista Slash (Velvet Revolver, Guns N' Roses) para cantar no single "Sahara", de seu  álbum solo intitulado Slash. A música foi lançada como single no Japão, uma proposta de Slash para promover seu álbum nas terras nipônicas. Slash foi lançado mundialmente em abril de 2010.

## Discografia solo

### Álbuns
- Magma (29 janeiro de 1997)
- Shian (9 de outubro de 2002)
- Peace of Mind (22 de setembro 2004)
- Hadou (18 de agosto de 2010)
- Singing Bird (21 de maio de 2014)[1][2][3][4]

### Singles
- "Tooku Made" (16 de dezembro de 1998)
- "KI" (11 de junho de 2003)
- "Wonderland" (14 julho de 2004)
- "Okay" (23 de junho de 2010)

### Singles exclusivamente digitais
- "念書" (Nensho) （26 de fevereiro de 2014）
- "泣きながら" (Nakinagara) （26 de março de 2014）
- "Stay Free" （23 de abril de 2014）
- "Saturday" （30 de julho de 2014）

### Participações
- Burning – Ran, 1985 (como Mr. Crazy Tiger)
- The Ultra Zone (em "Asian Sky") – Steve Vai, 1999
- Slash (em "Sahara") – Slash, 2010